# Abbas al-Musawi
Abbas al-Musawi (in arabo عباس الموسوي‎?; Al Nabi Shith, 26 ottobre 1952 – Governatorato di Nabatiye, 16 febbraio 1992) è stato un religioso e politico libanese, secondo segretario del partito sciita Hezbollah, di cui è stato co-fondatore assieme al primo segretario Subhi al-Tufayli, e di cui è stato a capo dal maggio del 1991 fino al suo assassinio, avvenuto per mano israeliana, nel febbraio 1992.

## Biografia
Nato nel villaggio libanese di Al Nabi Shith, nella valle della Beqa', da una famiglia sciita, all'inizio degli anni 1950, attorno ai sedici anni al-Musawi si recò nel villaggio siriano di Al-Hamah, vicino a Damasco, e lì ebbe il suo primo incontro con Walid Ahmad Nimr, noto comandante militare palestinese meglio conosciuto con il suo nome di battaglia di Abu Ali Iyad, che lo prese sotto la sua ala per i due anni successivi, ossia sino alla sua morte avvenuta nel luglio 1971 per mano dell'esercito giordano, e dalla cui personalità fu particolarmente influenzato, ammirandone le esperienze di guerriglia. Dopo la morte del suo mentore, al-Musawi si recò in Iraq, dove trascorse otto anni studiando teologia in un'ḥawza di Najaf, seguendo gli insegnamenti di Muhammad Baqir al-Sadr, un influente religioso e filosofo sciita, nonché fondatore del Partito Islamico Da'wa, e dove fu profondamente influenzato dalle opinioni del leader religioso iraniano Ruhollah Khomeyni.

### Attivismo
Nel 1982, quattro anni dopo il suo ritorno a Baalbek, in Libano, dove aveva fondato un'ḥawza, sfruttando il dissenso che si era venuto a creare in seguito all'invasione israeliana del sud del Paese, al-Musawi si recò a Beirut e riuscì, assieme a Subhi al-Tufayli, a gettare le basi per la formazione del movimento Hezbollah nella valle della Beqa', una delle tre principali aree di popolazione sciita del Libano. Secondo diverse fonti, dal 1983 al 1985 l'uomo sarebbe stato il capo operativo dell'apparato di sicurezza speciale di Hezbollah, mentre dal 1985 al 1988 avrebbe comandato l'ala militare del movimento, ossia la cosiddetta Resistenza islamica, e, secondo diversi resoconti, proprio in questo periodo si sarebbe reso responsabile del rapimento del tenente colonnello statunitense William Higgins, capo del gruppo di osservatori dell'ONU nel Libano meridionale, tragicamente conclusosi con l'uccisione di quest'ultimo il 31 luglio 1989.
Nel 1991, con l'entrata di Hezbollah in una nuova era a causa della fine del conflitto iraniano-iracheno e della guerra civili libanese, e quindi con la firma degli accordi di Ta'if, il movimento ritenne necessario un cambio al vertice, per facilitare il rilascio degli ostaggi occidentali detenuti e, cosa più importante, per concentrare le proprie forze in attività di resistenza anti israeliana. Nei proclami che seguirono la nomina del nuovo leader, al-Musawi promise, tra le altre cose, di "intensificare l'azione militare, politica e popolare di Hezbollah al fine di sabotare gli accordi di pace". Una volta eletto segretario generale del movimento, al-Musawi, dimostrando di avere un'ottima comprensione dei cambiamenti in corso nella comunità sciita e nella realtà libanese in generale, mise in atto misure volte a migliorare l'immagine e il ruolo di Hezbollah nella comunità, delineando nuove strategie atte sia a integrare il movimento nel nuovo ordine politico, sia, come promesso, a sostenere la resistenza anti-israeliana, ed escludendo quindi il movimento da ogni accordo volto a disarmare le milizie, seppur dichiarandosi propenso ad accettare gli accordi di Ta'if, che rigettavano l'instaurazione di uno stato teocratico in Libano. Le azioni del nuovo segretario, non solo indebolirono la propaganda di Amal, altra importante milizia sciita del Paese, secondo cui Hezbollah stava agendo contro l'interesse del Libano, ma contribuirono a migliorare l'immagine del movimento, aumentando il numero dei suoi sostenitori.

### Morte
Il 16 febbraio 1992, alcuni elicotteri Apache dell'esercito israeliano lanciarono diversi missili contro un corteo di tre veicoli, nel sud del Libano, uccidendo al-Musawi, sua moglie, un suo figlio di 5 anni e altre quattro persone. Secondo quanto dichiarato dai portavoce israeliani, l'omicidio fu un atto di vendetta per il rapimento e la morte di alcuni militari israeliani avvenuto nel 1986 e per l'uccisione dell'ufficiale statunitense in missione per conto delle Nazioni Unite William R. Higgins, avvenuta tre anni dopo. 
Successivamente, Dieter Bednarz e Ronen Bergman, due giornalisti d'inchiesta israeliani, rivelarono che il piano originale di Israele era stato solo quello di rapire al-Musawi per garantire il rilascio dei prigionieri detenuti da Hezbollah, e che fu solo in un secondo momento che Ehud Barak, allora capo di stato maggiore d'Israele, convinse l'allora primo ministro Yitzhak Shamir ad ordinare l'eliminazione dell'uomo.
Per vendicare la morte del piccolo Hussein, il figlio di al-Musawi, il 17 marzo 1992 l'Organizzazione Jihad Islamica uccise 29 civili in un attentato suicida compiuto contro l'ambasciata israeliana a Buenos Aires. Ancora, il 7 febbraio 1994, membri di Hezbollah, al cui comando era nel frattempo salito Hassan Nasrallah, hanno compiuto un'imboscata ai danni di alcuni soldati israeliani, uccidendone quattro e ferendone altri tre, per rimarcare, a detta loro, il secondo anniversario della morte di al-Musawi.